# Liapota lavara
Liapota lavara är en nattsländeart som beskrevs av Arturs Neboiss 1959. Liapota lavara ingår i släktet Liapota och familjen Plectrotarsidae. Inga underarter finns listade i Catalogue of Life.